# Монеты евро Греции
Греческие монеты евро — современные денежные знаки Греции. Каждая национальная сторона монеты обладает уникальным дизайном, разработанным Георгиосом Стаматополусом (Georgios Stamatopoulos). На монетах мелкого номинала изображены греческие суда, на более крупных — важные греческие персоны, а на самых крупных — символы древнегреческой истории и мифологии. Также, как и на всех других монетах Европейского союза, по кругу расположены 12 звёзд ЕС и год выпуска. Только Греция оставила своё историческое название мелких монет — лепта (греч. ΛΕΠΤΟ), в то время как все другие страны ЕС приняли название «цент».

## Дизайн национальной стороны
| 0,01 €                                                       | 0,02 €                                                 | 0,05 €                                  |
| ------------------------------------------------------------ | ------------------------------------------------------ | --------------------------------------- |
|                                                              |                                                        |                                         |
| Афинская трирема, V век до н. э.                             | Корвет, начало XIX века                                | Современный танкер                      |
| 0,10 €                                                       | 0,20 €                                                 | 0,50 €                                  |
|                                                              |                                                        |                                         |
| Ригас Фереос, греческий писатель и революционер              | Иоанн Каподистрия, первый правитель независимой Греции | Элефтериос Венизелос, греческий политик |
| 1,00 €                                                       | 2,00 €                                                 | По краю двухевровой монеты              |
|                                                              |                                                        |                                         |
| Изображение с афинской монеты в 4 драхмы, V век до нашей эры | Похищение Европы Зевсом                                |                                         |

## Тираж
| Номинал                                                                                      | €0,01       | €0,02       | €0,05       | €0,10       | €0,20       | €0,50      | €1,00      | €2,00      |
| -------------------------------------------------------------------------------------------- | ----------- | ----------- | ----------- | ----------- | ----------- | ---------- | ---------- | ---------- |
| 2002                                                                                         | 102 054 945 | 167 054 945 | 206 054 945 | 170 054 945 | 268 054 945 | 98 054 945 | 74 554 945 | 90 454 945 |
| 2002 EFS                                                                                     | 15 000 000  | 18 000 000  | 90 000 000  | 100 000 000 | 120 000 000 | 70 000 000 | 50 000 000 | 70 000 000 |
| 2003                                                                                         | 35 259 300  | 10 259 300  | 509 300     | 259 300     | 259 300     | 259 300    | 309 300    | 259 300    |
| 2004                                                                                         | 45 530 000  | 25 530 000  | 280 000     | 530 000     | 530 000     | 530 000    | 10 530 000 | 530 000    |
| 2005                                                                                         | 15 050 000  | 15 050 000  | 1 050 000   | 25 050 000  | 1 050 000   | 1 050 000  | 10 050 000 | 1 050 000  |
| 2006                                                                                         | 45 050 000  | 45 050 000  | 50 050 000  | 45 050 000  | 1 050 000   | 1 050 000  | 10 050 000 | 1 050 000  |
| 2007                                                                                         | 60 025 000  | 25 025 000  | 55 025 000  | 63 025 000  | 1 025 000   | 1 025 000  | 24 025 000 | 25 000     |
| 2008                                                                                         | 24 025 000  | 68 025 000  | 50 025 000  | 40 025 000  | 20 025 000  | 10 025 000 | 4 025 000  | 1 025 000  |
| 2009                                                                                         | 50 025 000  | 16 025 000  | 38 025 000  | 46 025 000  | 24 025 000  | 7 025 000  | 18 025 000 | 1 017 500  |
| 2010                                                                                         | 27 025 000  | 31 025 000  | 5 025 000   | 5 025 000   | 12 025 000  | 6 025 000  | 11 025 000 | 1 017 500  |
| 2011                                                                                         | 35 037 500  | 47 037 500  | 34 037 500  | 36 037 500  | 1 037 500   | 7 037 500  | 1 037 500  | 32 500     |
| 2012                                                                                         | 48 032 500  | 34 032 500  | 5 032 500   | 32 500      | 32 500      | 32 500     | 32 500     | 32 500     |
| 2013                                                                                         | 44 024 000  | 41 024 000  | 24 000      | 19 024 000  | 24 000      | 24 000     | 24 000     | 24 000     |
| 2014                                                                                         | 45 015 500  | 25 015 500  | 18 015 500  | 15 500      | 15 500      | 15 500     | 15 500     | 15 500     |
| 2015                                                                                         | 25 017 000  | 32 017 000  | 10 017 000  | 17 000      | 17 000      | 17 000     | 17 000     | 17 000     |
| 2016                                                                                         | 49 017 000  | 52 017 000  | 27 017 000  | 17 017 000  | 17 000      | 17 000     | 17 000     | 17 000     |
| Выделены те тиражи монет, которые были эмитированы только в качестве чеканки BU и/или Proof. |             |             |             |             |             |            |            |            |

## Памятные монеты
Как все страны, входящие в еврозону, Греция имеет право выпуска одной памятной монеты €2 в год. В 2004 году выпустили монету, посвящённую Летним Олимпийским играм 2004 в Афинах. В 2007, 2009 и 2012 годах были выпущены дополнительные монеты в рамках серий «50-лет подписания Римского договора», «10-летие Экономическому и валютному союзу» и «10-летие наличному обращению евро». В 2010 году в обращение поступила монета «2500 лет Марафонской битве»; в 2011 — Всемирные Специальные Олимпийские игры. Эти монеты имеют право свободного хождения по всей еврозоне.
| 2004 — Летние Олимпийские игры 2004 в Афинах            | 2007 — Монета серии «50-летие подписания Римского договора» | 2009 — Монета серии «10 лет Экономическому и валютному союзу»       |
| ------------------------------------------------------- | ----------------------------------------------------------- | ------------------------------------------------------------------- |
|                                                         |                                                             |                                                                     |
| 2010—2500 лет Марафонской битве                         | 2011 — Всемирные Специальные Олимпийские игры               | 2012 — Монета серии «10 лет наличному обращению евро»               |
|                                                         |                                                             |                                                                     |
| 2013 — 2400 лет с основания Платоновской Академии       | 2013 — 100-летие воссоединения Крита с Грецией              | 2014 — 400-летняя годовщина со дня смерти Эль Греко                 |
|                                                         |                                                             |                                                                     |
| 2014 — 150 лет союзу Ионических островов и Греции       | 2015 — 75 лет со дня смерти Спиридона Луиса                 | 2015 — серия «30 лет флагу Европы»                                  |
|                                                         |                                                             |                                                                     |
| 2016 — 120 лет со дня рождения Димитриса Митропулоса    | 2016 — 150-летие холокоста монастыря Аркади                 | 2017 — 60 лет со дня смерти Никоса Казандзакиса                     |
|                                                         |                                                             |                                                                     |
| 2017 — Филиппы                                          | 2018 — 75 лет со дня смерти Костиса Паламаса                | 2018 — 70 лет с момента присоединения архипелага Додеканес к Греции |
|                                                         |                                                             |                                                                     |
| 2019 — 100 лет со дня рождения Манолиса Андроникоса     | 2019 — 150 лет со дня смерти Андреаса Калваса               | 2020 — 2500 лет битве при Фермопилах 480 года до н. э.              |
|                                                         |                                                             |                                                                     |
| 2020 — 100-летие присоединения Западной Фракии к Греции | 2021 — 200 лет Греческой революции                          | 2022 — 200-летие первой греческой Конституции                       |
|                                                         |                                                             |                                                                     |
| 2022 — 35-летие европейской программе Erasmus           |                                                             |                                                                     |
|                                                         |                                                             |                                                                     |